# Sanitätskommando 3
Das Sanitätskommando 3 war eines der Sanitätskommandos des Heeres der Bundeswehr. Der Stabssitz war Koblenz. Das Sanitätskommando war Teil der Korpstruppen des III. Korps.

## Aufträge
Das Sanitätskommando bündelte auf Ebene des Korps die Sanitätstruppen des Heeres. Auftrag war vorrangig die sanitätsdienstliche Versorgung der Soldaten der Korpstruppen des III. Korps in einem dazu einzurichtenden Hauptverbandplatz. Die unterstellten Divisionen und Brigaden führten eigene Truppenteile der Sanitätstruppe; lageabhängig unterstützte das Sanitätskommando diese nachgeordneten Verbände. Die Reservelazarettorganisation war im Verteidigungsfall das Rückgrat der sanitätsdienstlichen Versorgung im Heer und wurde durch die Sanitätskommandos des Territorialheeres organisiert. In der Rettungskette der Bundeswehr nahm das Sanitätskommando eine mittlere Stellung zwischen den rückwärtigen (Reserve-)Lazaretten des Territorialheeres und den näher bei den vorgeschobenen Kampftruppen eingerichteten Hauptverbandplätzen ein. Neben den Krankenkraftwagen des Krankentransportbataillons verfügte das Sanitätskommando über mehrere schienengebundene Krankentransportzüge, die innerhalb der Rettungskette den Transport der Verwundeten sicherstellen konnten. Eine Sanitätsmaterialkompanie des Krankentransportbataillons betrieb als logistisches Bindeglied zwischen den Sanitätsdepots des Territorialheeres und den nachgeordneten Sanitätsverbänden einen Korpsversorgungspunkt für Sanitätsmaterial. Daher wurde die Kompanie manchmal auch als „Bundeswehrapotheke“ bezeichnet. Der Kommandeur des Sanitätskommandos als Leitender Sanitätsoffizier des Korps und die nachgeordneten Sanitätsoffiziere berieten den Kommandierenden General in sanitätsdienstlichen und wehrmedizinischen Fachfragen.
Im Frieden bestand das Sanitätskommando um 1989 nur aus wenigen aktiven Truppenteilen und nur wenigen aktiven Soldaten. Stattdessen musste das eingelagerte Gerät erst im Verteidigungsfall mobil gemacht oder von zivilen Organisationen eingezogen werden. Wesentliches Element für den  Aufwuchs war die Einberufung von Reservisten, darunter insbesondere Reservesanitätsoffiziere. Insgesamt entsprach die Größe des Sanitätskommandos nach der Mobilmachung mit etwa 2200 Soldaten in etwa 50 % der Größe einer der Brigaden des Feldheeres.

## Gliederung
Um 1989 gliederte sich das Sanitätskommando grob in:
- Stab/Stabskompanie Sanitätskommando 3, Koblenz
  -  Sanitätsbataillon 310 (GerEinh), Buch
  -  Sanitätsbataillon 320 (GerEinh), Gießen
  -  Krankentransportbataillon 330, Wetzlar

## Geschichte
Das Sanitätskommando wurde 1972 zur Einnahme der Heeresstruktur III in Koblenz aufgestellt. Die Aufstellung erfolgte durch Umbenennung und Umgliederung des Sanitätskommandos 253, das bereits ab 1. Oktober 1958 zur Einnahme der Heeresstruktur II beim III. Korps ausgeplant worden war.
Nach Ende des Kalten Krieges wurde das Sanitätskommando im September 1993 etwa zeitgleich mit der Außerdienststellung des III. Korps außer Dienst gestellt. Geplant war, Teile zur Aufstellung einer Sanitätsbrigade 3 zu verwenden; auf die Aufstellung wurde aber nach der Auflösung des Korps verzichtet. Nach der Einrichtung des Zentralen Sanitätsdienstes der Bundeswehr wurde um 2001 ein Sanitätskommando III mit Stab Weißenfels neu ausgeplant, das aber trotz der Bezeichnung nicht in direkter Traditionslinie, geschweige denn in räumlicher Kontinuität, des ursprünglichen Sanitätskommandos 3 stand.

## Verbandsabzeichen

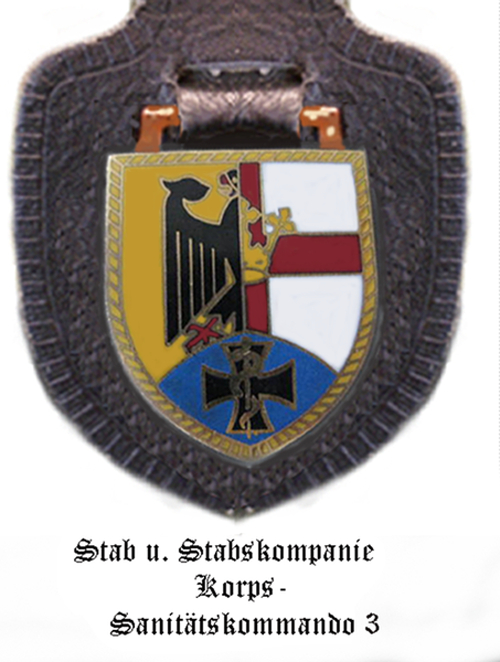
Internes Verbandsabzeichen des Stabes/Stabskompanie

Das Sanitätskommando führte aufgrund seiner Ausplanung als Teil der unselbständigen Korpstruppen kein eigenes Verbandsabzeichen. Die Soldaten trugen daher das Verbandsabzeichen des übergeordneten Korps.
Als „Abzeichen“ wurde daher unpräzise manchmal das interne Verbandsabzeichen des Stabes und der Stabskompanie „pars pro toto“ für das gesamte Sanitätskommando genutzt. Es zeigte rechts den Bundesadler wie im Verbandsabzeichen des III. Korps, links das Koblenzer Stadtwappen mit dem Trierer Kreuz und der Krone der Himmelsgöttin, unten auf der blauen Waffenfarbe der Sanitätsdienstes das Eiserne Kreuz als Hoheitszeichen der Bundeswehr und den Äskulapstab ähnlich wie im Barettabzeichen des Sanitätstruppe. Gewisse Ähnlichkeiten zeigt die Gestaltung mit dem Design des internen Verbandsabzeichens des Bundeswehrzentralkrankenhauses.